# Eiger
Eiger je nejvýchodnějším vrcholem horského masivu Jungfrau v bernském regionu Švýcarských Alp. Jeho výška je 3970 metrů nad mořem. Dalšími známými vrcholy tohoto masívu jsou Jungfrau (v překladu Panna) a Mönch (v překladu Mnich). Jméno hory má kořeny ve středověké vulgární latině a odkazuje buď na špičatý vrchol nebo na bájného obra.
Základní stavební horninou Eigeru je vápenec, pocházející převážně z druhohor. Ty se strmě zdvihají na severní hraně masivu Aar, který byl vyzdvižen těmito sedimenty od jižního k severovýchodnímu Eigerjochu a je považován za geologickou zvláštnost.
Nejvýše položená železniční stanice v Evropě (3454 m n. m.) se nachází v sedle mezi štíty Mönch a Jungfrau. Vlak projíždí tunelem vybudovaným v hoře Eiger, kde se stáčí a vynořuje se v sedle Jungfraujoch. Uvnitř hory je umístěna železniční stanice Eigerwand, odkud je možné nahlédnout do severní stěny.

## Prvovýstup
Poprvé vrchol Eigeru zdolali 11. srpna 1858 švýcarští horští vůdci Christian Almer a Peter Bohren společně s Irem Charlesem Barringtonem.
Hřebenem Mittellegi vylezl 10. září 1921 japonský horolezec Yuko Maki a švýcarští horští vůdci Fritz Ammater, Samuel Brawand a Fritz Steuri.
Jako první žena vystoupila na vrchol Eigeru 25. července 1864 britská horolezkyně Lucy Walkerová.

## Severní stěna
Do konce 19. století se podařilo zdolat všechny významné vrcholy Alp včetně samotného Eigeru. Nová generace lezců se proto musela soustředit na techničtější výstupy neobvyklými cestami. Mezi nejobtížnější v Alpách patřily severní stěny, konkrétně šestice tzv. Velkých severních stěn hor Matterhorn, Cima Grande, Petit Dru, Piz Badile, Eiger a Grandes Jorasses. Jako první byla dobyta severní stěna Matterhornu bratry Schmidovými v srpnu 1931. Největší výzvou tak zůstala severní stěna Eigeru, která je s převýšením více než 1800 m jednou z nejvyšších evropských stěn a díky obtížnosti i výzvou pro všechny zkušené horolezce. Vzhledem k velkému tzv. „objektivnímu nebezpečí“ (padající kamení, led a sníh, špatné počasí) a vysokému počtu obětí, bývá její název z původního německého Nordwand (severní stěna) komolen na Mordwand (vražedná stěna). Názory na možnosti jejího zdolání se různily. Někteří tuto stěnu považovali za tzv. poslední horolezecký problém v Alpách. V tisku se ale objevoval i názor, že je stěna nezdolatelná a že kdokoliv, kdo se o to pokusí, je psychicky narušený.

#### První pokusy
První pokus o zdolání severní stěny se odehrál v roce 1934 kdy po pádu ve výšce 2900 metrů vzdala trojice Němců (Willy Beck, Kurt Löwinger a Georg Löwinger). V roce 1935 se o výstup pokusili další Němci Max Sedlmayr a Karl Mehringer. Tento pokus přilákal zástupy zvědavců, kteří je pozorovali dalekohledy z teras blízkých hotelů. Po úvodním rychlém postupu zahalily horu mraky a nebylo jasné, co se s dvojicí stalo. Když se konečně viditelnost zlepšila, byli oba horolezci spatřeni v oblasti druhého sněžného pole, tedy zhruba v polovině výstupu. Poté horu opět zahalily mraky. Když se rozplynuly, nebylo horolezce nikde vidět. Při průzkumném průletu kolem stěny byl spatřen jeden z horolezců sedící nehybně na úzké římse. Toto místo bylo pojmenováno Bivak smrti (3250 m). Tělo Sedlmayra bylo nalezeno na úpatí hory v roce 1936. Tělo Mehringera bylo spatřeno v roce 1962, nikdy však nebylo vyzvednuto.

#### Tragédie roku 1936

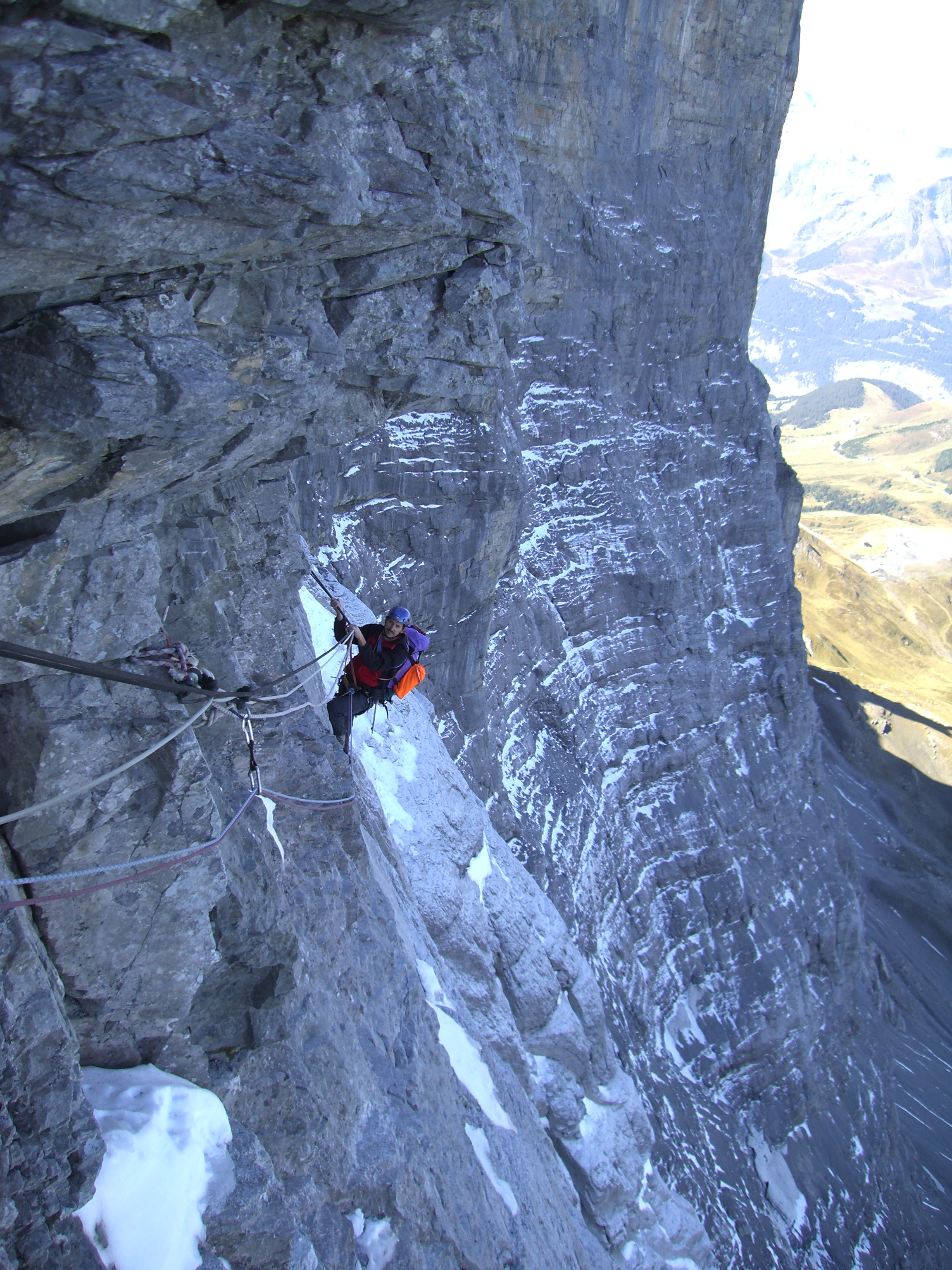
Hintersoisserův traverz

V roce 1936 se pod horou nacházelo hned několik skupin horolezců. Kvůli trvale špatnému počasí se nikdo o výstup dlouho nepokusil. Většina výprav postupně úpatí hory opustila. Zůstala německá výprava ve složení Andreas Hinterstoisser a Toni Kurz a rakouská výprava tvořená Edi Reinerem a Willym Angererem. Obě skupiny se 18. července potkaly ve stěně a rozhodly se pokračovat společně. Hinterstoisser sice prodělal téměř čtyřicetimetrový pád, nic se mu však nestalo a navíc byl záhy schopný překonat kyvadlovou technikou náročný traverz, který po něm byl později pojmenován. Poté však vytáhl lano. Během prvního dne se čtveřici podařilo dostat až na druhé sněžné pole, kde se rozhodli bivakovat. Další den k žádnému velkému postupu nedošlo. Němci zřejmě prostoupili cestu nad Bivakem smrti, Angerer byl však spatřen níže podpírán Reinerem a bylo zřejmé, že byl zasažen do hlavy padajícím kamenem. Navíc se zhoršilo počasí. Ochladilo se, na stěně začala namrzat voda, padalo kamení a laviny. Čtveřice se po marném pokusu pokračovat vzhůru obrátila k sestupu. Dorazili až k traverzu, kde jim nyní chybělo vytažené lano. Několik hodin se bezvýsledně pokoušeli o jeho překonání a nakonec se rozhodli slanit přímo dolů přes skalní převis. 20. července se čtveřice voláním, ale bez vizuálního kontaktu, spojila s pracovníkem železnice, který vyhlížel z okna v úbočí hory. Nezmínili se mu o tom, že by měli nějaké potíže a potřebovali pomoct, přesto se tento muž rozhodl přijít do okna i další den. 21. července zaslechl Toniho Kurze, který mu sdělil, že trojice jeho společníků se zabila a on se nemůže dostat dolů. Není jasné, co přesně se stalo, ale je pravděpodobné, že se Hinterstoisser na chvíli odpoutal a v tom momentě spadla lavina, která strhla jeho, Reinera a Angerera. Neuvázaný Hinterstoisser spadl až téměř k úpatí hory, Angerer se zabil nárazem na skálu a Reiner se udusil na laně. Obě těla zůstala připoutána ke Kurzovi. Byla zorganizována záchranná akce. Bylo však příliš pozdě a Kurz musel přečkat noc, během které přišel o rukavici a zmrzla mu ruka. Příštího dne se záchranářům podařilo dostat do jeho blízkosti a Kurz dokázal zuby navázat na konec svého lana další úsek, uzel však neprošel karabinou. Záchranáři ho přesvědčovali, aby se odřízl a oni ho mohli zachytit na sněžné polici pod ním. Kurz už však neměl žádnou sílu. Po slovech „Já už nemůžu“ přepadl dopředu a zemřel. V důsledku této tragédie byly kantonální vládou v Bernu jakékoliv další pokusy o výstup severní stěnou zakázány.

#### Obnovení výstupů
O pouhý rok později byl zákaz zmírněn, což dalo prostor pro nové pokusy. V roce 1937 se tak horolezci na stěnu vrátili. Byli mezi nimi i členové pozdější úspěšné výpravy Anderl Heckmair a Ludwig Vörg (ovšem každý v jiném týmu). Heckmair se svým lezeckým partnerem Tonim Löschem dosáhli 6. července výšku 2700 metrů, než svůj pokus vzdali. Podobně dopadly i týmy ve složení Fraißl - Brankowsky (Rakousko) a Bonnat - Boulaz (Švýcarsko). Výstup Matthiase Rebitsche (Rakousko) a Ludwiga Vörga byl přerušen ve chvíli, kdy objevili Hinterstoisserovo tělo. Při opakovaném pokusu dosáhli Bivaku smrti, kde se museli otočit kvůli bouři. 23. června 1938 zemřeli po pádu u Obtížné trhliny (2700 m) Italové Bartolo Sandri a Mario Menti.

#### Prvovýstup
Poprvé byla stěna prostoupena 24. července 1938 rakousko-německou horolezeckou skupinou ve složení Anderl Heckmair, Ludwig Vörg, Heinrich Harrer a Fritz Kasparek. I tento výstup probíhal poměrně dramaticky. Nejdříve byl Kasparek zasažen padajícím kamenem, při prostupu takzvaným Pavoukem přežili několik pádů lavin a Vörg utrpěl vážné zranění ruky, takže zbytek výstupu absolvoval pod vlivem léků. Tento výstup se dnes nazývá klasická, neboli Heckmairova cesta. Kontroverzním se potom stalo oficiální přijetí čtveřice Adolfem Hitlerem, který jim poblahopřál k tomuto úspěchu. Prvního zimního výstupu dosáhli 12. března 1961 Němci Toni Hiebeler, Anderl Mannhard, Toni Kinshofer a Rakušan Walter Almberger.

#### Tragédie roku 1957
Během následujících let po prvovýstupu německo-rakouské čtveřice se podařilo tuto stěnu zdolat celkem 11x, odehrálo se zde však také několik smrtelných nehod. O třináctý výstup se v roce 1957 pokusili Němci Günter Nothdurft a Franz Mayer a Italové Claudio Corti a Stefano Longhi. Ačkoliv v tomto období bylo běžné zdolat stěnu s pouhým jedním bivakem, italští horolezci jich při tomto výstupu absolvovali celkem 8. Pozorovatelé z nedalekého hotelu ohlásili, že se skupina zřejmě dostala do problémů. Při průletu průzkumného letadla byl spatřen gestikulující Corti a Longhi uváznutý na nepřístupné římse několik metrů pod ním. Longhi prodělal pád při kterém zůstal viset na laně neschopný vytáhnout se nahoru. Prusíkův uzel, který mu to mohl umožnit, zřejmě neovládal a musel se proto spustit na římsu pod sebou. Corti byl zasažen padajícím kamením a vytáhnout ho nemohl. Dvojice Němců mu zanechala stan a zřejmě se pokusila co nejrychleji vystoupit a sejít po druhé straně hory pro pomoc, což se jim však nepodařilo a neznámo kde zmizeli. Corti byl vytažen ocelovým lanem z místa, které po něm bylo později pojmenováno „Cortiho bivak“, a snesen 70 členným mezinárodním záchranným týmem. K Longhimu se však záchranáři nedostali, spustili mu proto nějaké zásoby a nechali ho napospas osudu. Cortiho svědectví se stalo předmětem značné kontroverze. Tvrdil, že s Němci úzce spolupracovali a pod jeho vedením stoupali na jednom laně. To vyvrátili pozorovatelé, kteří viděli německou dvojici na vlastním laně daleko před Italy. Naopak se zdálo, že spolu obě družstva soupeřila. Corti čelil obvinění, že do stěny nastoupil bez přípravy a zapříčinil tak smrt svého partnera a obou Němců. Tato tvrzení vehementně odmítal, jisté však bylo, že hned na začátku výstupu zvolili s Longhim špatnou cestu a museli se vrátit, všechny pasáže výstupu označoval chybnými názvy a naopak tvrdil, že problémy způsobovali Němci. Nejdřív přišli o ruksak s jídlem a mačkami, následně Nothdurfl vážně onemocněl. Heinrich Harrer označil tato vyjádření ve své knize za lži. Podle jeho názoru by tak zkušený horolezec jako Nothdurfl nepokračoval bez maček a s vážnými zdravotními problémy ve výstupu, zvlášť když k těmto komplikacím mělo dojít hned na jeho počátku. I další horolezci kritizovali Cortiho vyjádření. Mimo jiné se pokoušel o uznání svého výstupu, ačkoliv byl na vrchol stěny vytažen záchranáři. Lionelu Terrrayovi, který byl součástí záchranného týmu, měl také sdělit, že se díky jejich akci na stěnu za rok vrátí. V roce 1961 byla nalezena těla Nothdurfa a Mayera na druhé straně hory a pořadí úspěšných výstupů tak muselo být dodatečně změněno. Corti byl zároveň očištěn v případě zodpovědnosti za jejich smrt. Rozebírána byla také nečinnost lokální horské služby. Bylo však obecně známo, že v severní stěně Eigeru odmítali kvůli vlastní bezpečnosti zasahovat. Corti se stal uznávaným horolezcem s mnoha cennými výstupy v Alpách a Patagonii.

#### Sólo výstupy
Severní stěnu Eigeru dlouho obcházela pověra o tom, že nese smůlu sólovým lezcům. O první sólový výstup se v roce 1961 pokusil Rakušan Adolf Mayr, který se dostal až do oblasti známé jako Stříbrný příkop, kde strávil noc. Téměř okamžitě po obnovení výstupu druhý den se ze stěny zřítil. Druhý sólový pokus uskutečnil o rok později Švýcar Adolf Derungs, který severní stěnou vystoupil už v roce 1959 se svým partnerem Lukasem Albrechtem. Tento úspěšný výstup byl označen za lehkovážný a dotažený jen s velkou dávkou štěstí (dvojice použila velmi primitivní vybavení a nevhodné oblečení). Při svém sólovém pokusu v roce 1961 vypadl Derungs ze stěny už poměrně brzo v oblasti pod Hinterstoisserovým traverzem. Jako další se o sólový výstup pokusil Diether Marchart, rakouský alpinista, který se proslavil prvním sólovým výstupem na severní stěnu Matterhornu. Jeho pokus skončil také tragicky, když se zřítil při přelézání mezi druhým a třetím sněhovým polem. Pokus slavného Itala Waltera Bonatiho dopadl lépe, když se po pádu kamení dokázal dostat do bezpečí. Prvním, kdo zdolal severní stěnu Eigeru při sólovém výstupu, se stal švýcarský horský vůdce Michel Darbellay 3. srpna 1963.

#### Prvovýstup direttissimou

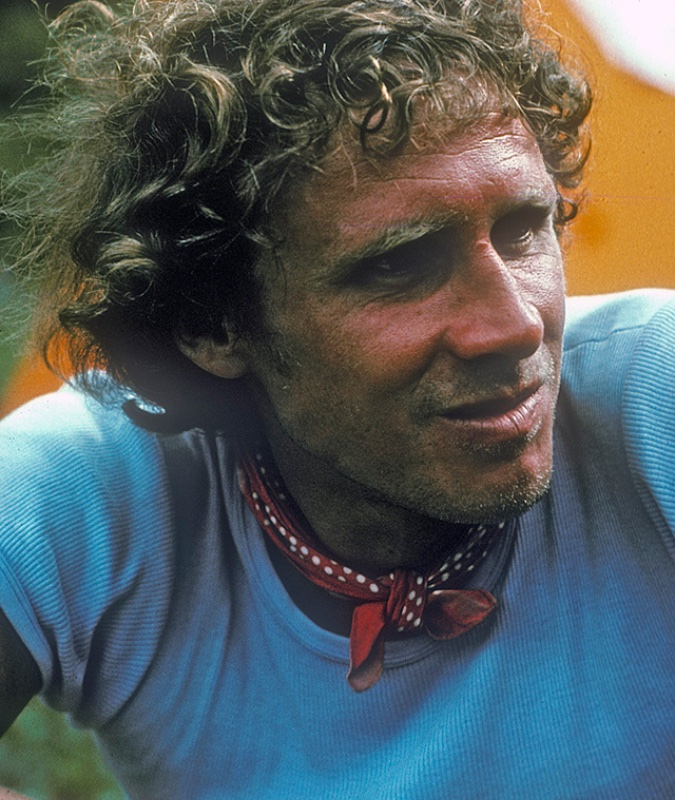
Dougal Haston v roce 1975

Na jaře 1966 sestavil pilot Letectva Spojených států amerických John Harlin malý americko-britský tým s cílem zdolat severní stěnu Eigeru nejkratší možnou cestou od úpatí na vrchol, tedy takzvanou direttissimou. Předpokládal, že celá expedice nebude trvat déle než 10 dnů. Součástí jeho týmu byli Britové Dougal Haston, Chris Bonnington (jako fotograf) a Američan Layton Kor. Ve stejnou dobu se o výstup direttissimou pokusil také konkurenční osmičlenný tým z Německa pod vedením dvojice Peter Haag a Jörg Lehne. Výstup se v důsledku častých bouří protáhl na celý měsíc. 22. března došlo navíc k tragédii, když se v oblasti pod Bílým pavoukem přetrhlo o ostrou hranu skály fixní lano a Harlin se zřítil z téměř 1400 metrové výšky. Většina členů obou družstev byla připravená výstup okamžitě ukončit. Proti se však postavili Haston a Lehne, kteří se shodli na tom, že by v takovém případě byla Harlinova smrt naprosto zbytečná. Nakonec bylo rozhodnuto, že se oba týmy spojí. Kor už nechtěl dále riskovat a výpravu opustil. Bonnington a čtveřice Němců se rozhodli slézt ze severní stěny, na Eiger vystoupit jednoduchou cestou po západním rameni a úspěšný prvovýstup direttissimou z vrcholu nafotit. Haston, Lehne a Němci Günter Strobel, Sigfried Hupfauer a Roland Votteler pokračovali podle původního plánu. Následující tři dny však přinesly extrémní komplikace. Strobel prodělal pětimetrový pád, když mu praskl jistící hák. Votteler byl zasažen padajícím kamenem do ruky a ztratil vědomí. Oba navíc utrpěli vážné omrzliny, které si později vyžádali amputaci všech prstů na nohou. Lehne se posmekl, ztratil rovnováhu a ze stěny nevypadl pouze díky silnému poryvu větru, který ho natlačil zpátky. Skupina navíc přišla o ruksak se zásobami. 25. března nakonec dosáhla pětice horolezců vrcholu. Bonnington pořídil fotografie posledním ze 4 fotoaparátů, který jediný nezamrzl. Horolezci byli v takovém stavu, že nemohli sestoupit a celá skupina tak musela přečkat noc v provizorním záhrabu. Bonnington později uvedl, že se v životě nesetkal s horšími podmínkami a to včetně svých slavných himálajských expedic.

#### Československé a České výstupy
Jako první Čechoslováci vystoupili severní stěnou Radovan Kuchař a Zdeno Zibrín 2. září 1961. Velmi hodnotný je zimní sólový prvovýstup Slováka Pavla „Pavúka“ Pochylého direttissimou v roce 1983.  V severní stěně vede několik českých prvovýstupů, například Československá diretissima 1976 (Jiří Šmíd, Sylva Kysilková, Josef Rybička a Petr Plachecký), další Československá cesta 2 v lednu a únoru 1978 (Jiří Šmíd, Miroslav Šmíd, Josef Rybička, Jaroslav Flejberk). Čeští emigranti Jiří Šmíd, Michal Pitelka a Čestmír Lukeš vylezli roku 1985 prvovýstup - Pamětní cestu Toniho Hiebelera. Prvovýstup nazvaný Žlutý anděl (VII+ až VIII-) vytvořili bratři Miroslav Coubal a Michal Coubal v roce 1988.

#### Rychlostní rekordy
V roce 2008 zdolal severní stěnu Švýcar Ueli Steck v rekordním čase 2 hodiny, 47 minut a 33 sekund. Jeho rekord byl překonán v roce 2011 Dani Arnoldem, který zdolal klasickou Heckmairovu cestu severní stěnou za 2 hodiny 28 minut. Ueli Steck realizoval svůj výstup sólově, a proto porovnaní s výstupem Daniho Arnolda, který při traverzu použil fixní lana od jiných lezců, nebylo korektní. Následně Steck svůj rekord vylepšil na 2 hodiny, 22 minut a 50 sekund, opět sólovým způsobem.

## Fotogalerie

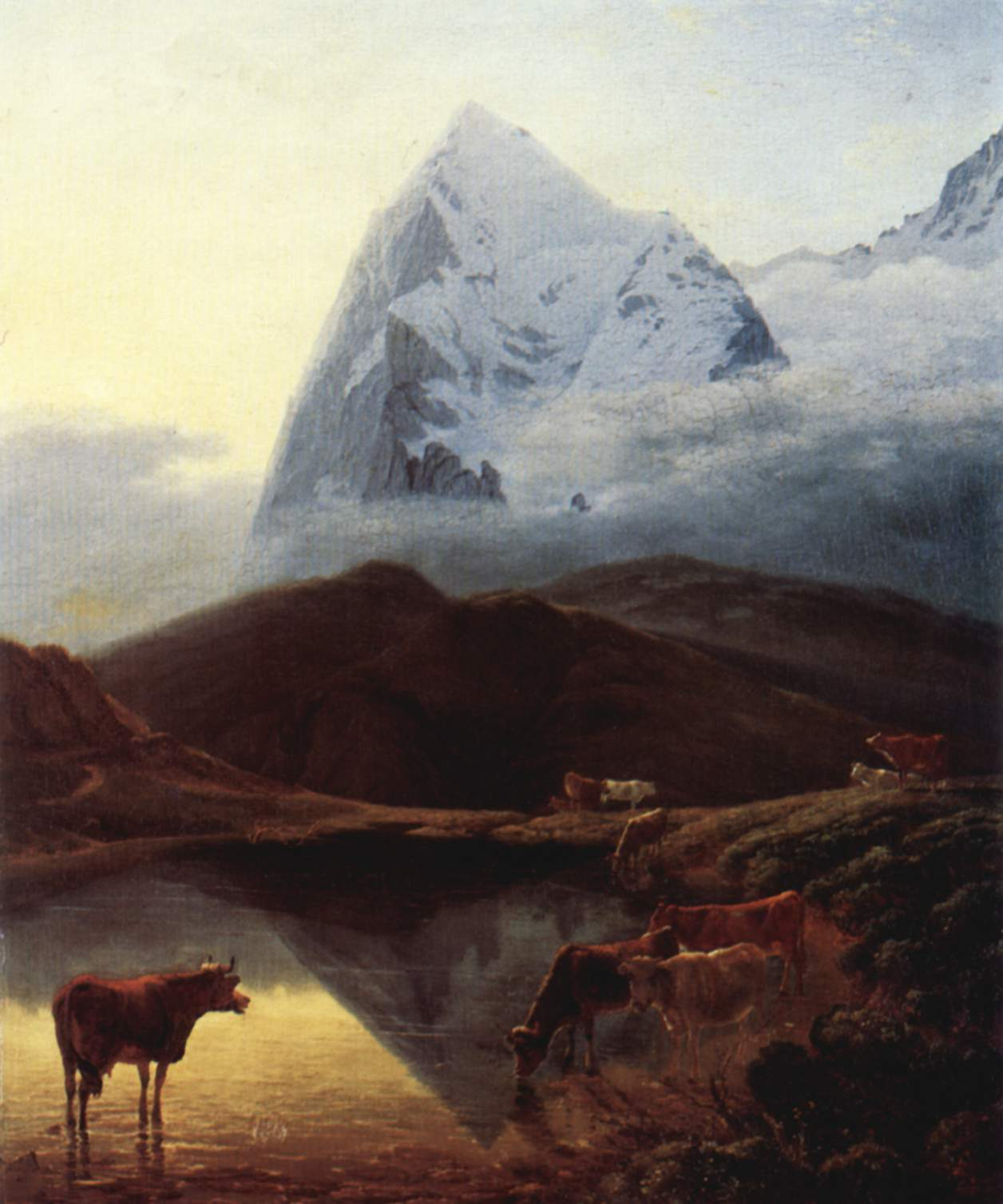
Maximilien de Meuron, 19. století
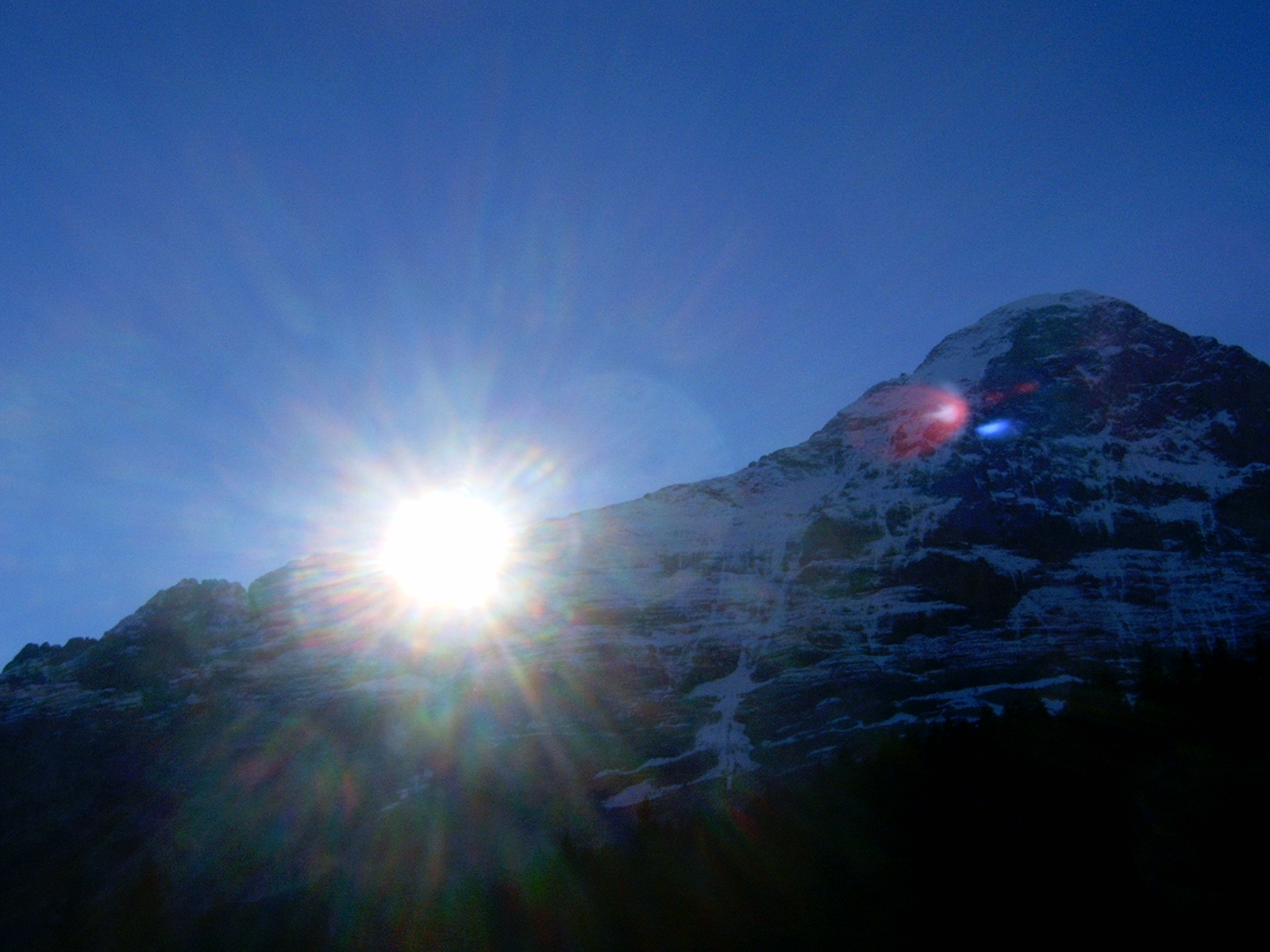
Západ slunce za Eigerem
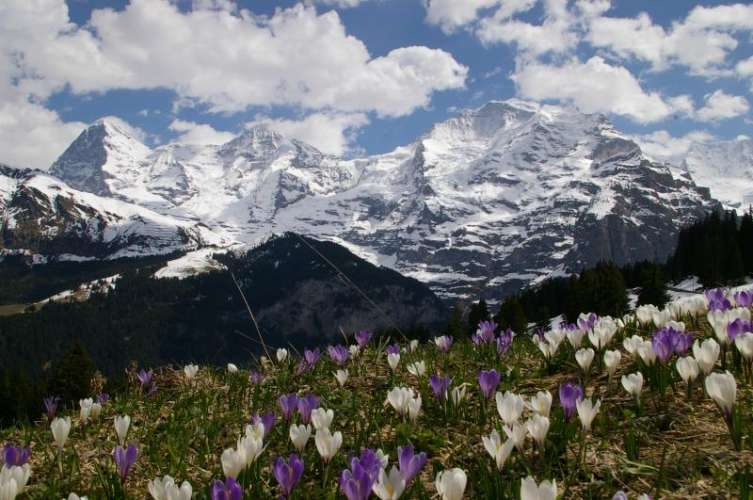
Pohled na Eiger, Mönch a Jungfrau
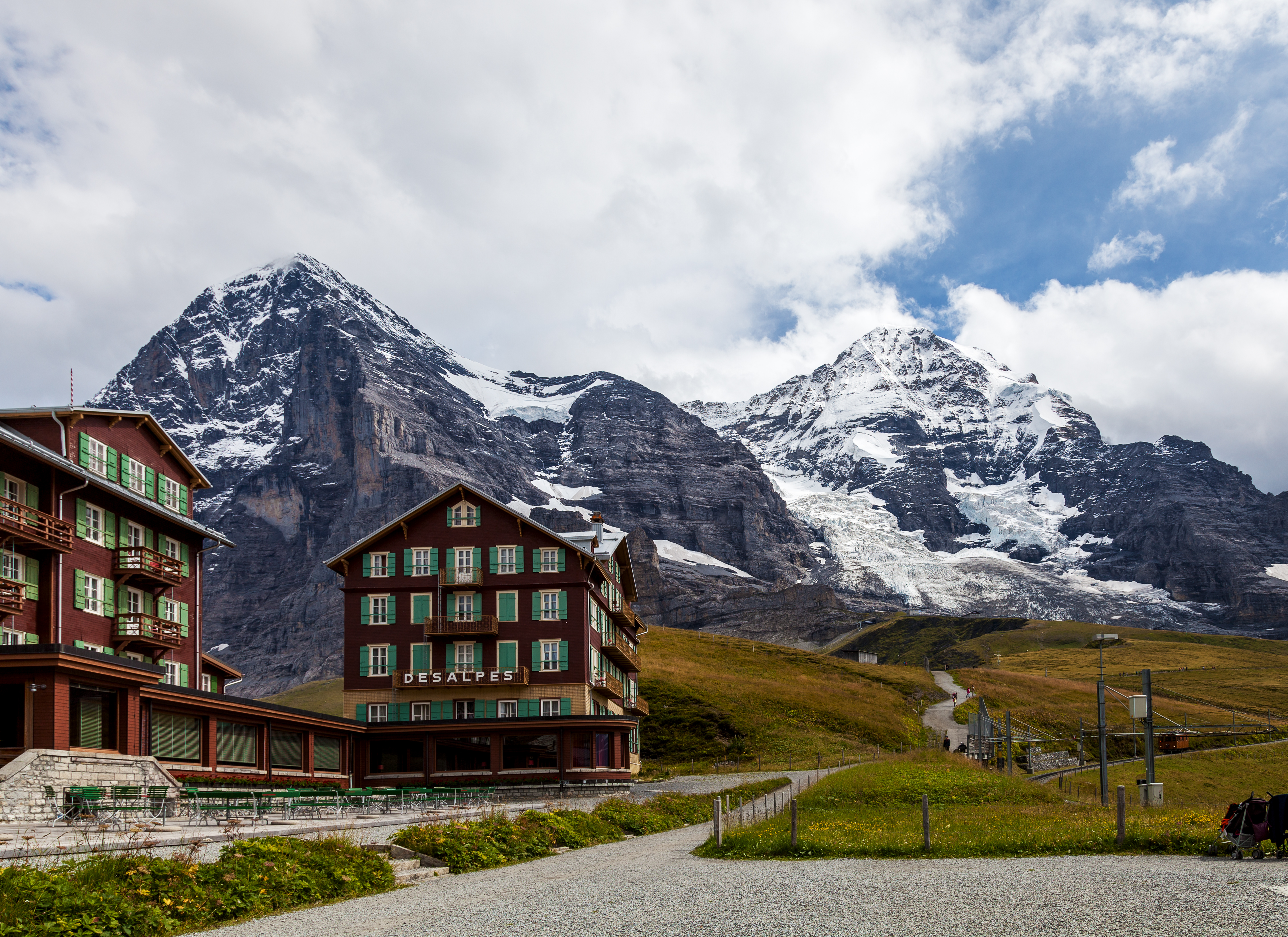
Pohled na severní stěnu Eigeru a sousední horu Mönch
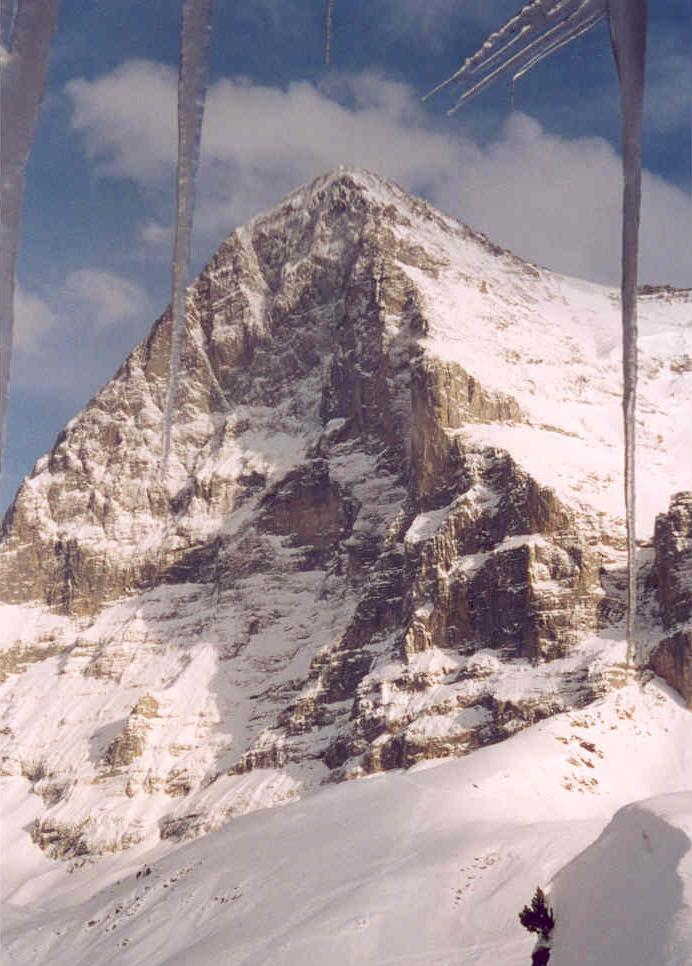
Severní stěna
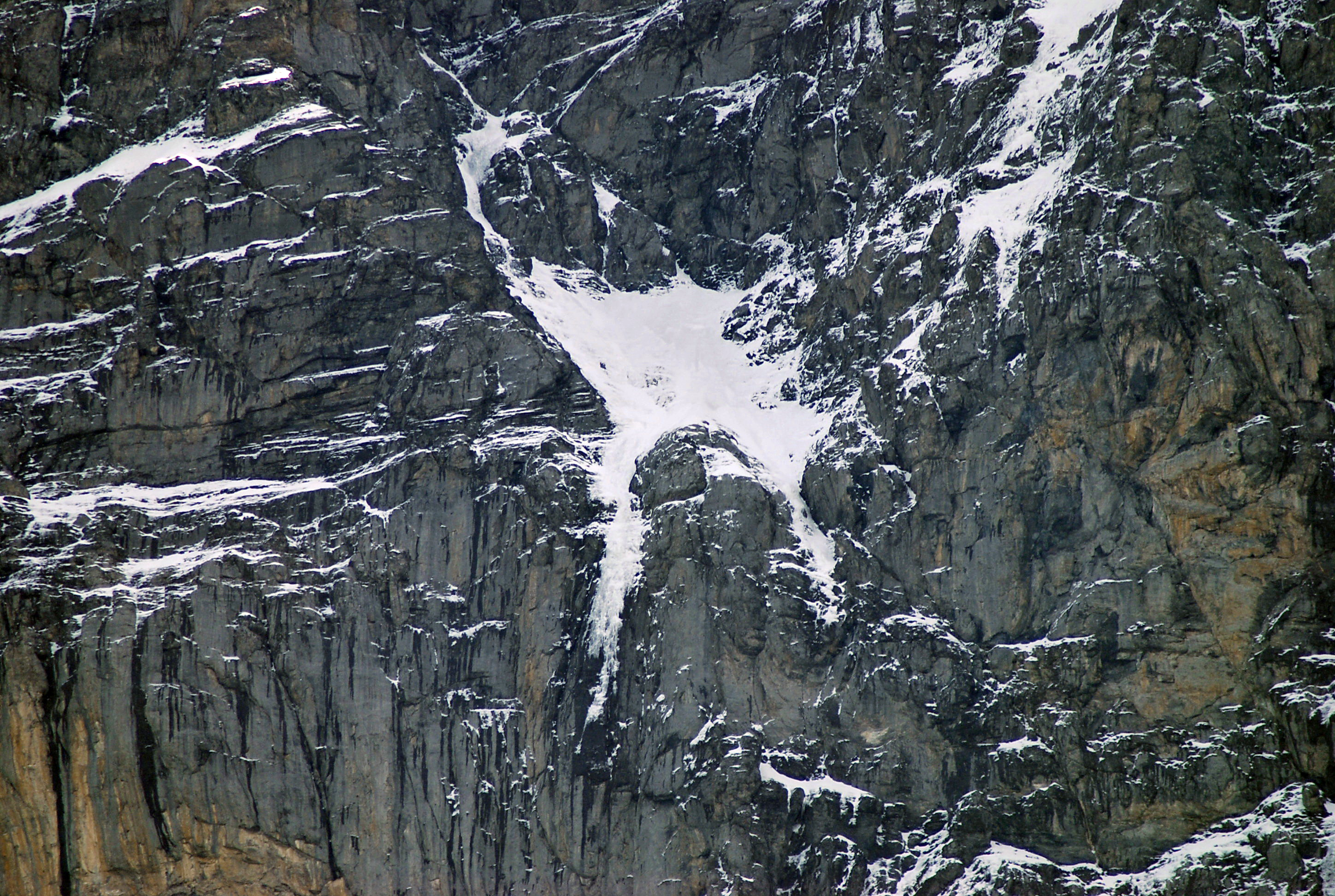
Bílý pavouk - nebezpečná část výstupu severní stěnou